# جبهه انصار الدین
جبهه انصار الدین (به عربی: جبهة أنصار الدين؛ به معنای: جبهه یاران دین) یک اتحاد جهادی است که در ۲۵ ژوئیه ۲۰۱۴ در طول جنگ داخلی سوریه اعلام موجودیت کرد. این اتحاد شامل دو گروه حرکت شام الاسلام و حرکت فجر الشام الاسلامیه می‌باشد. این اتحاد اعلام کرده بود که به هیچ «طرف» دیگری وابسته نیست. کتائب سبز در ابتدا یکی از امضاکنندگان بود؛ اما در حدود اکتبر ۲۰۱۴ وفاداری خود را به رهبر جیش المهاجرین و الانصار اعلام کرد و در آن جناح ادغام شد. این اتحاد سعی کرده بود در درگیری بین داعش و سایر گروه‌ها بی‌طرفی خود را حفظ کند. این اتحاد در ۲۸ ژانویه ۲۰۱۷ به همراه گروه‌های متعدد دیگر برای تشکیل هیئت تحریر شام متحد شدند. اگرچه بخش‌هایی از آن در فوریه ۲۰۱۸ از هیئت تحریر الشام جدا شدند. 
گروه‌های درگیر در این ائتلاف اعضای متنوعی دارند. حرکت فجر الشام الاسلامیه عمدتاً سوری‌های منطقه حلب را شامل می‌شود، در حالی که حرکت شام الاسلام پیرامون هسته‌ای از جنگجویان مراکشی تشکیل شده بود، کتائب سبز عمدتاً جنگجویانی از عربستان سعودی داشت و جیش المهاجرین و الانصار توسط جنگجویان چچنی و سایر روسی‌زبانان تشکیل شد.  جیش المهاجرین و الانصار در ۲۳ سپتامبر ۲۰۱۵ جدا شد و به جبهه النصره پیوست.